# Leptogenys josephi
Leptogenys josephi é uma espécie de formiga do gênero Leptogenys, pertencente à subfamília Ponerinae.